# Политички прогон
Политички прогон или политичка репресија дефинише се као прогон због политичког убеђења. То је један од разлога који Женевска конвенција признаје као претпоставку да неко постане избеглица. Иста тако за „Амнести интернашонал“ то важи као критеријум за помагање затвореницима. Жртве политичког прогона су најчешће дисиденти.
При свему томе, политички прогон је тешко дефинисати, јер је понекад тешко уочити разлику између израза „политички прогон“ и одређеног криминалног разлога. У сваком случају постоје и прогони из расистичког, етничког или религијског разлога, који могу да се одреде као екстремни облици политичког прогона.
Политички прогон у појединим случајевима може да означава прогон над неистомишљеницима. Прогон може да се врши путем званичних органа једне земље, али и паравојних и параполитичких организација. Суптилнији облици политичког програма (репресалије) могу бити црне листе, или политички мотивисана хистерија и прогон, као на пример мекартилизам у САД.